# Paraleptophlebia mollis
Paraleptophlebia mollis är en dagsländeart som först beskrevs av Eaton 1871.  Paraleptophlebia mollis ingår i släktet Paraleptophlebia och familjen starrdagsländor. Inga underarter finns listade i Catalogue of Life.